# Prémio Literário António Paulouro
O Prémio Literário António Paulouro é um prémio que tem como principal objectivo realçar e promover os novos escritores da literatura portuguesa que se encontram em ascensão literária.
Instituído pela Câmara Municipal do Fundão, procura fazer justiça e prestar uma homenagem a alguém que inscreveu honrosamente o seu nome no panorama literário nacional, António Paulouro, Comendador da Ordem da Liberdade a 1 de Outubro de 1985.
O Prémio Literário António Paulouro foi atribuído aos escritores Carlos Vaz e  Jorge Carlos (ex aequo), Rui Herbon, Ondjaki e Emília Ferreira.

## Vencedores
- 2005 (?.ª edição) - Ondjaki - E se amanhã o medo[3]
- 2006 - Carlos Vaz
- 2008 (3.ª edição) - Emília Ferreira - Visões de Azul[2]